# Turnera stipularis
Turnera stipularis är en passionsblomsväxtart som beskrevs av Ignatz Urban. Turnera stipularis ingår i släktet Turnera och familjen passionsblomsväxter. Inga underarter finns listade i Catalogue of Life.